# Alpinia elegans
Alpinia elegans är en enhjärtbladig växtart som först beskrevs av Karel Presl, och fick sitt nu gällande namn av Karl Moritz Schumann. Alpinia elegans ingår i släktet Alpinia och familjen Zingiberaceae.
Artens utbredningsområde är Filippinerna. Inga underarter finns listade i Catalogue of Life.